# نقولا سيوفي
نقولا يوسف سيوفي (بالفرنسية: Nicolas Siouffi)‏ (1251 - 1319 هـ / 1835 - 1901 م) هو مؤرخ سوري مسيحي، تجنس بالجنسية الفرنسية.
ولد بدمشق في الثاني عشر من نيسان سنة 1829 م. اتقن إلى جانب لغته الأم، الفرنسية والإيطالية والتركية. صحبه الأمير عبد القادر الجزائري مترجماً له في زيارته إلى باريس والاستانه. شغل عدة مناصب منها قنصلا لفرنسة في حلب والموصل، ثم في بعبدا بلبنان.

## آثاره
من آثاره:
- «مجموع الكتابات المحررة في أبنية مدينة الموصل».
- «لائحة تتضمن ما ارتكبه البروسيون في فرنسة من المظالم والسرقات والقساوات».
- «الصابئة عقائدهم وتقاليدهم»، نقلها إلى العربية عارف أبو يوسف.[3]